# Maddalena
Magdalena (en rus Маддалена), op. 13, és una òpera d'un acte composta per Serguei Prokófiev sobre un llibret rus del mateix compositor, basat en una obra de Magda Gustavovna Lieven-Orlov, sota el nom de ploma Baron Lieven. S'estrenà a l'Opernhaus de Graz el 28 de novembre de 1981.

## Origen i context
Encara que Prokófiev havia escrit ja quatre òperes (la primera d'elles va ser El gegant, que va compondre a l'edat de vuit anys i va ser escrita per la mare del compositor), Magdalena és la primera de les seves obres en aquest gènere que se li va donar número d'opus (op. 13). L'òpera es va escriure l'estiu del 1911 mentre Prokófiev era encara un estudiant al Conservatori de Sant Petersburg i la va abandonar després d'haver-ne orquestrat només una de les seves quatre escenes.
La trama se centra en un triangle amorós tòrrid a la Venècia del segle xv. Prokófiev va escriure en la seva autobiografia que «l'acció estava plena de conflictes, amor, traïció i assassinat», però va afegir que «El Baron Lieven era més encantador en l'aparença que talentós en la dramatúrgia». Va haver d'esperar 70 anys per a la seva estrena.

## Representacions
La partitura va ser publicada per Boosey and Hawkes a Londres el 1960. La vídua del compositor, Lina Prokófiev, que era la legítima propietària del manuscrit, va demanar al músic anglès Edward Downes que creés una versió per representar-se en escena. S'havia d'estrenar al Teatre d'Òpera de Sant Lluís el 1980, però no va ser possible a causa de problemes contractuals. Després de l'estrena de Magdalena en una transmissió gravada en estudi per la BBC Radio 3 el 25 de març de 1979, la seva primera representació va ser a la Opernhaus de Graz, Àustria, el 28 de novembre de 1981, dirigida per Downes.

## Cinema
- El 1954 el director italià Augusto Genina (1892-1957) va rodar una pel·lícula amb el mateix títol.